# 中华民国驻洪都拉斯大使馆
中华民国驻洪都拉斯大使馆（西班牙語：Embajada de la República de China (Taiwán) en Honduras）为中華民國與洪都拉斯維持邦交期間在該國首都特古西加尔巴设立的大使馆。

## 历史

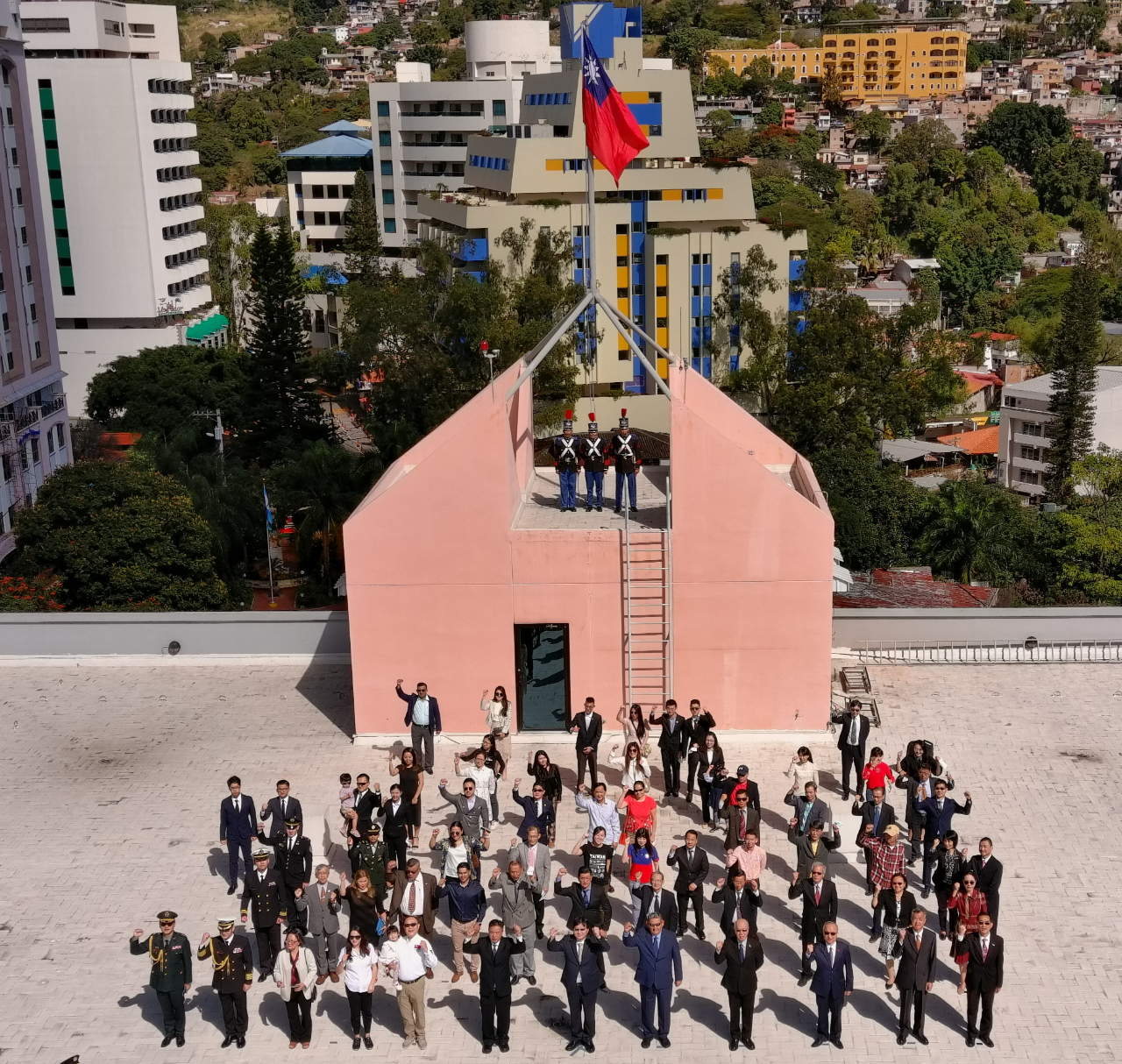
斷交前三個月左右，大使館民國112年元旦升旗典禮

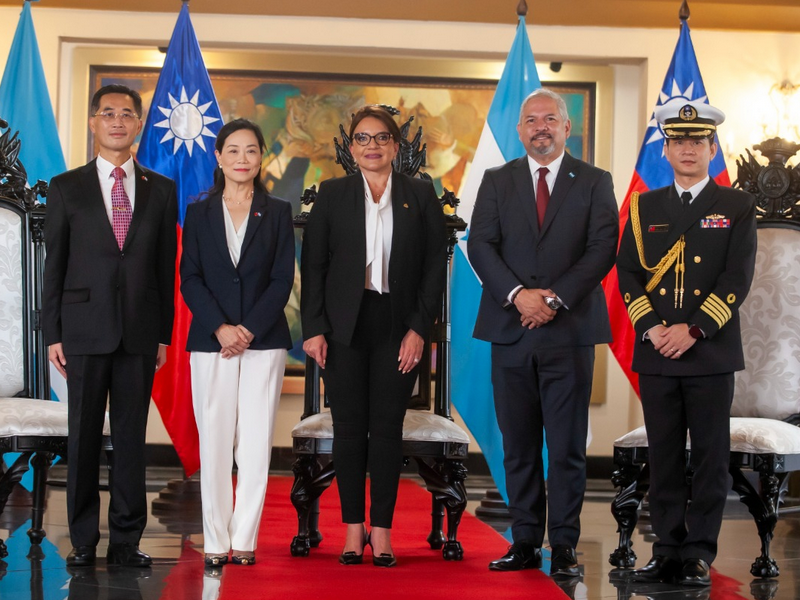
2022年7月29日，斷交前最後一任大使張俊菲（中左）向宏都拉斯總統卡蕬楚（中）呈遞到任国书

两国于1941年4月9日建交，最初，两国的部长级交流以驻巴拿马使馆共同管辖的形式开始。
1957年6月，中华民国洪都拉斯公使馆开馆，自1962年起特命全權公使常驻于此。
1965年5月20日，随着两国互升格為大使級外交關係，洪都拉斯驻中华民国大使馆与中华民国驻洪都拉斯大使馆同时成立。
2023年3月26日，宏都拉斯正式宣布與中華民國結束外交關係，並通知中華民國駐宏都拉斯大使館於30日內關閉。4月，正式降旗閉館。

## 大使
末任大使張俊菲於2022年6月30日到任。2023年3月中，兩國邦誼開始出現鬆動；隨著宏都拉斯外長確定訪問北京磋商建交事宜，大使被臺北方面召回。兩天後，雙方斷交。